# Adam Brooks (Eishockeyspieler)
Adam Edmund Brooks (* 6. Mai 1996 in Winnipeg, Manitoba) ist ein kanadischer Eishockeyspieler, der seit Juli 2024 beim EHC Red Bull München aus der Deutschen Eishockey Liga (DEL) unter Vertrag steht und dort auf der Position des Centers spielt. Zuvor absolvierte Brooks unter anderem über 300 Spiele in der American Hockey League (AHL) und war darüber hinaus in 45 Partien für die Toronto Maple Leafs, Canadiens de Montréal, Vegas Golden Knights sowie Winnipeg Jets in der National Hockey League (NHL) aktiv.

## Karriere
Das Eishockeyspielen begann Adam Brooks in seiner Heimat bei den Winnipeg Hawks und den Winnipeg Trashers, bevor er beim WHL Bantam Draft 2011 in der zweiten Runde als 25. Spieler von den Regina Pats gezogen wurde. In der Spielzeit 2012/13 kam Brooks erstmals für die Pats in der Western Hockey League (WHL) zum Einsatz, allerdings erzielte er in seinen ersten beiden Spielzeiten bei den Pats nur 23 Scorerpunkte in 115 Spielen. In der Saison 2015/16 gab Brooks zusammen mit Brayden Burke die meisten Assists der WHL (82) und erzielte 120 Scorerpunkte, wodurch er als bester Scorer der Spielzeit die Bob Clarke Trophy gewann. Nachdem Brooks bei den NHL Entry Drafts 2014 und 2015 nicht ausgewählt worden war, wurde er im Jahr 2016 in der vierten Runde als 92. Spieler von den Toronto Maple Leafs gezogen. Zum Start der WHL-Saison 2016/17 wurde Brooks zum Mannschaftskapitän der Regina Pats ernannt. Am Ende der Spielzeit überbot der Angreifer mit 130 Scorerpunkten seine persönliche Bestmarke aus dem Vorjahr, wobei sein Teamkollege Sam Steel genau einen Scorerpunkt mehr erzielte.

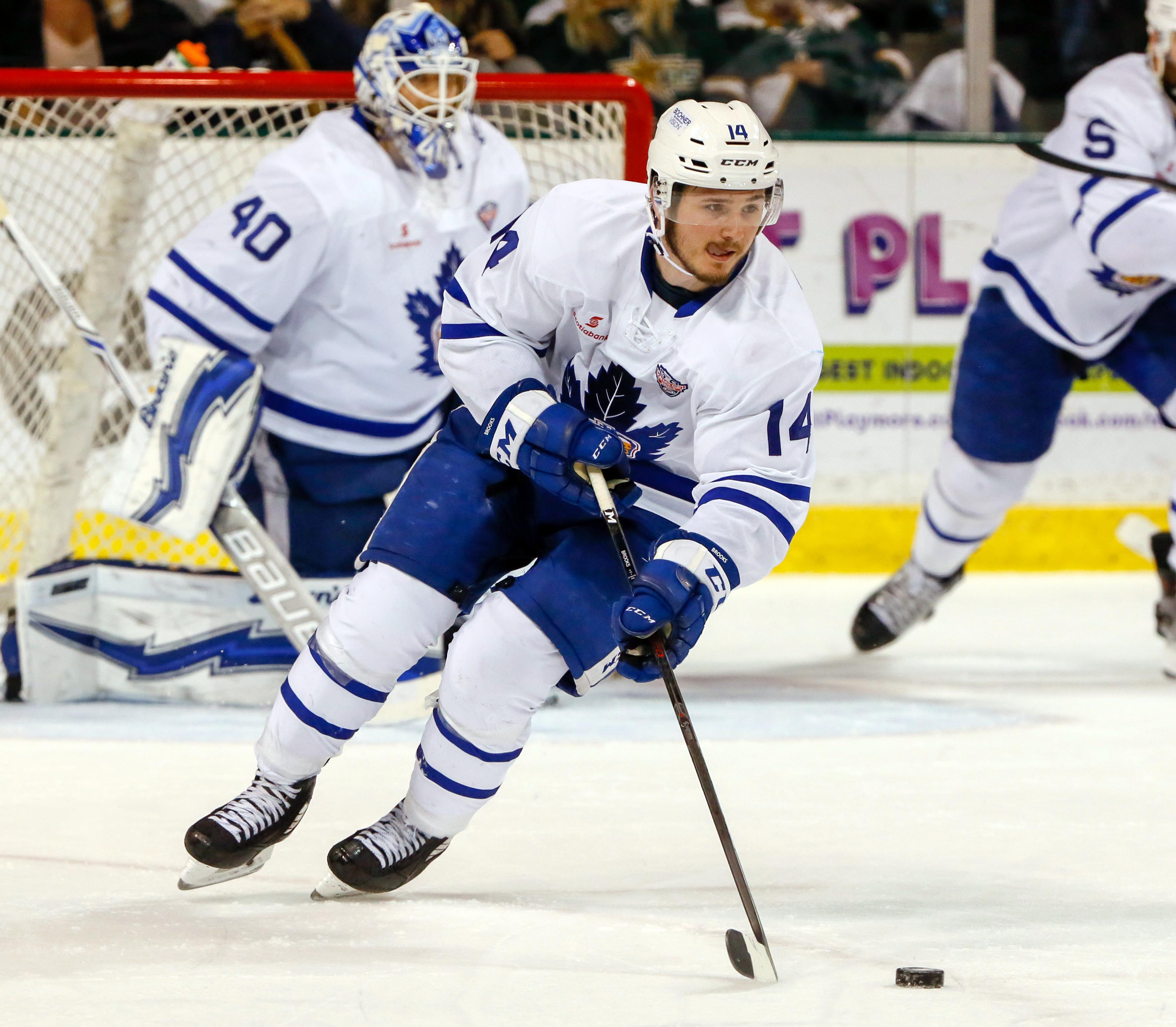
Brooks im Trikot der Toronto Marlies (2018)

Ende Juni 2017 unterzeichnete Brooks einen dreijährigen Einstiegsvertrag bei den Toronto Maple Leafs. In der Spielzeit 2017/18 kam er für deren Farmteam, die Toronto Marlies, in der American Hockey League (AHL) zum Einsatz. Am Ende der regulären Spielzeit errang er mit den Marlies die Macgregor Kilpatrick Trophy als punktbestes Team der AHL, bevor die Mannschaft in den anschließenden Playoffs mit einem Finalsieg über die Texas Stars den Calder Cup gewann. Sein Debüt für die Leafs in der National Hockey League (NHL) gab Brooks schließlich Ende Dezember 2019, pendelte aber fortan weiterhin zwischen den Toronto Maple Leafs und Toronto Marlies. Im Oktober 2021 gelangte er über den Waiver zu den Canadiens de Montréal, für die der Kanadier vier Partien absolvierte, ehe er im November ebenfalls über den Waiver zu den Vegas Golden Knights gelangte. Drei Monate später kehrte der Stürmer ebenso über die Waiver-Liste kurzzeitig nach Toronto zurück und von dort auf selbem Weg weiter in die Organisation der Winnipeg Jets. Im Juli 2022 schloss er sich als Free Agent den Philadelphia Flyers an, kam über eine Rolle im AHL-Kader bei den Lehigh Valley Phantoms aber nicht hinaus.
Nachdem der Vertrag des Kanadiers über den Sommer 2024 nicht verlängert worden war, schloss sich Brooks im Juli 2024 dem EHC Red Bull München aus der Deutschen Eishockey Liga (DEL) an – seine erste Station außerhalb Nordamerikas.

### International
Bei den Olympischen Jugend-Winterspielen 2012 in Innsbruck gewann Brooks mit der kanadischen Nationalmannschaft die Bronzemedaille. Im Jahr 2013 nahm er für das Team Canada West an der World U-17 Hockey Challenge teil, dort schied Brooks mit seinem Team jedoch bereits in der Vorrunde nach drei Niederlagen aus vier Spielen aus. Das Spiel um Platz neun gewann Canada West mit 4:1 gegen die Slowakei.

## Erfolge und Auszeichnungen
- 2016 Bob Clarke Trophy
- 2016 WHL East First All-Star Team
- 2017 WHL East First All-Star Team
- 2018 Calder-Cup-Gewinn mit den Toronto Marlies

### International
- 2012 Bronzemedaille bei den Olympischen Jugend-Winterspielen

## Karrierestatistik
Stand: Ende der Saison 2024/25

### International
Vertrat Kanada bei:
- Olympischen Jugend-Winterspielen 2012
- World U-17 Hockey Challenge 2013

(Legende zur Spielerstatistik: Sp oder GP = absolvierte Spiele; T oder G = erzielte Tore; V oder A = erzielte Assists; Pkt oder Pts = erzielte Scorerpunkte; SM oder PIM = erhaltene Strafminuten; +/− = Plus/Minus-Bilanz; PP = erzielte Überzahltore; SH = erzielte Unterzahltore; GW = erzielte Siegtore; 1 Play-downs/Relegation; Kursiv: Statistik nicht vollständig)